# Cleptocaccobius youngai
Cleptocaccobius youngai là một loài bọ cánh cứng trong họ Bọ hung (Scarabaeidae).